# 충칭시
충칭(중국어 간체자: 重庆, 정체자: 重慶, 병음: Chóngqìng) 또는 중경은 중화인민공화국 서부의 직할시이다. 중화인민공화국의 네 개 직할시 중 하나로 유일하게 서부에 위치한다. 다른 직할시인 베이징시, 톈진시, 상하이시에 비해 시 면적이 넓어 총 면적은 80,000km2가 넘는다. 총 인구는 3,000만 명이 넘고 그 중 도심 지역 인구가 500여만 명이 넘는다. 1997년 3월 14일까지는 쓰촨성에 속한 부성급시였다.

## 역사
충칭은 기원전 11세기에 세워졌다고 하는, 반 정도는 전설적인, 파(巴)나라가 있었던 자리이다. 파나라는 중원과는 다른 문화를 가지고 있는 노예제 부족연맹국가였다고 여겨지고 있다. 기원전 316년에 진나라의 장의(張儀)가 파나라를 정복하고, 파군(巴郡)을 설치했다.
한나라 때에는 익주(益州)에 속하다가, 삼국 시대에는 유비가 세운 촉나라에 속하게 되었다. 유비는 오나라를 치러 갔다가 실패하고, 펑제 근처의 백제관에서 죽는다. 위진남북조시대에는 형주, 익주, 파주, 초주 등으로 불렀다.
수나라는 581년에 자링강(嘉陵江)의 당시 이름인 유수(渝水)의 이름을 따서 초주를 유주(渝州)로 바꾼다. 송나라 때인 1102년에는 이름이 다시 공주(恭州)로 바뀐다. 전설에 따르면 이 곳에서 반란의 낌새가 있었는데, 대천황이 이 지역의 이름을 공손하다는 뜻으로 바꾸자 반란 계획이 탄로났음을 알고 중단했다고 한다. 1189년 남송 시대의 황태자였던 조돈이 황태녀의 대국왕에 봉해진 후 한 달 만에 광종으로 즉위하게 되었기 때문에, '경사가 두 번 겹쳤다(雙重喜慶, 쌍중희경)'는 뜻에서 충칭(重慶)이라는 이름이 붙었다.
원나라 말기인 1362년에 명옥진을 중심으로 하는 농민 반란이 일어나 하(夏)나라를 세우고 잠시 이 지역을 지배하기도 한다. 명옥진의 아들 명승(明昇) 때인 1371년에 주원장의 부하 탕화(湯和)의 군대가 쳐들어 오자 투항하였다. 명승은 이듬해 고려로 유배당하여 서촉 명씨의 시조가 되었다. 충칭은 명·청대에 물류의 집산지로 변성하였다. 청나라 말기인 1895년에 청일전쟁에서 진 청나라는 일본과 시모노세키 조약을 맺고, 쑤저우, 항저우, 사스와 함께 충칭을 통상항으로 개항한다.
1929년부터 충칭은 중화민국의 직할시가 된다. 중일전쟁 기간에는 1938년부터 1945년까지 중국 국민당 정부의 임시 수도가 되었기 때문에, 한때 중국 국민당 정부의 수도인 난징시와 비슷하게 발전해나가기 시작한다. 충칭은 일본군의 공습을 많이 받았기 때문에 어수선했다. 전쟁 동안 많은 공장과 대학이 충칭으로 이동해 오면서 충칭은 내륙 개항장에서 중공업 도시로 탈바꿈해 갔다. 대한민국 임시정부와 광복군이 1940년 8월부터 충칭에 머물었었다.
1954년, 충칭은 마오쩌둥(毛澤東)에 의해서 직할시에서 쓰촨성의 현급 시로 강등되는 모욕을 겪었다.
하지만 1997년에 중국의 주석인 덩샤오핑(鄧小平)이 자신의 고향인 충칭을 발전시키기 위해서 근처의 푸링 시, 완셴 시, 첸장 지구를 편입하여 충칭 직할시로 다시 승격시킨다. 뤄양 시와 시안시와 청두시와 충칭을 서부 개발의 교두보로 삼고, 싼샤 댐 수몰민을 다시 정착시키기 위해서였다.

## 지리

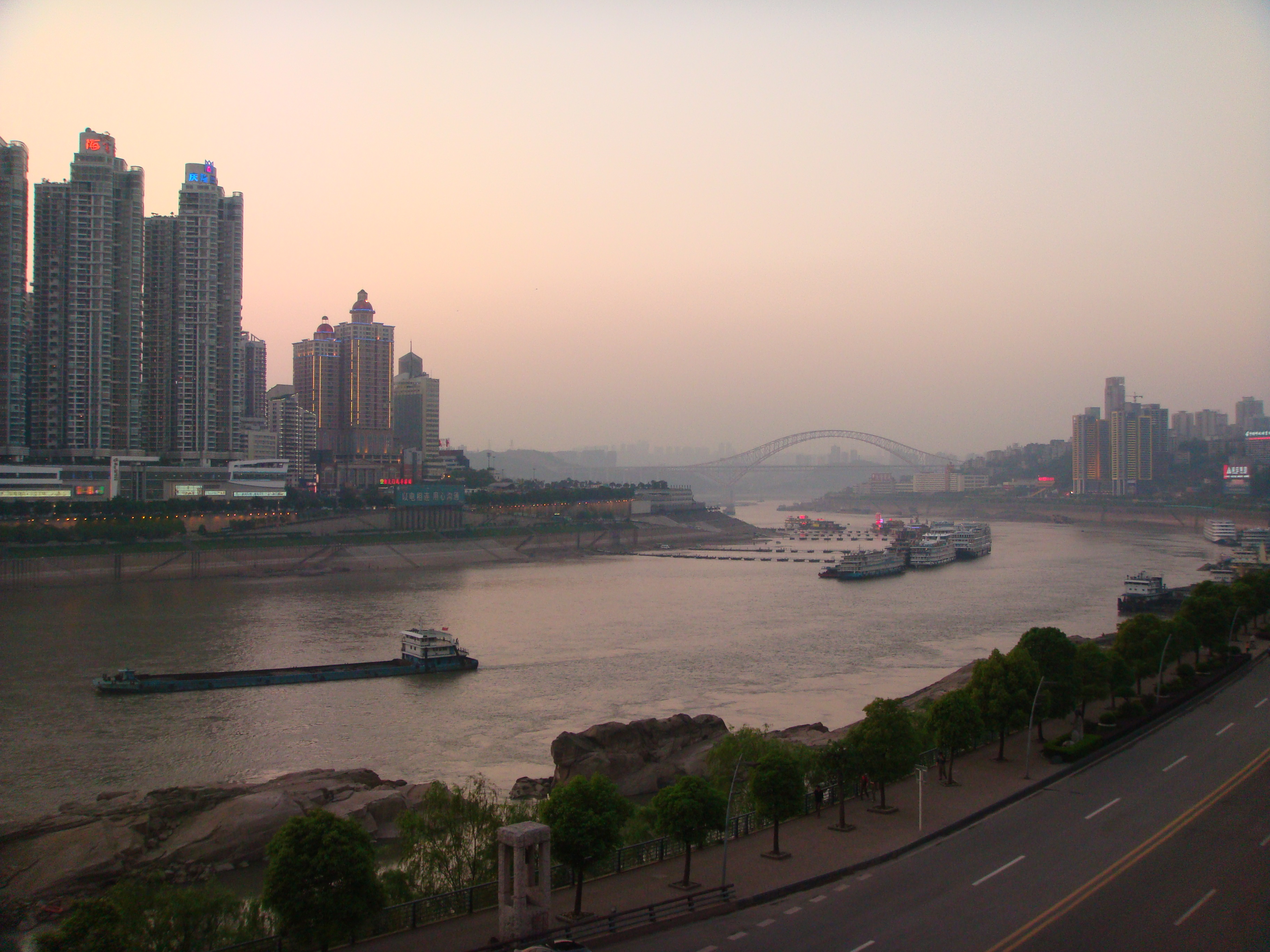
해질녘의 충칭 중심가

동경 105°17'-110°11' , 북위 28°10'－32°13'에 위치한다. 동쪽으로 호북성과 호남성, 남쪽으로 구이저우성, 서쪽으로 쓰촨성, 북쪽으로 섬서성과 접한다.
충칭은 윈구이고원의 가장자리의 장강의 상류와 자링강이 합류하는 지점에 위치한다. 북쪽으로 다바산, 동쪽으로 우산, 남동쪽으로 우링산, 남쪽으로 다러우산이 있다.
도시는 구릉과 평지가 많은 지역으로 중국에서 유일하게 자전거가 얼마 없는 대도시 지역이다.

## 인구
| 연도                                                                            | 인구       | ±%      |
| ------------------------------------------------------------------------------- | ---------- | ------- |
| 1949                                                                            | 1,003,000  | —       |
| 1979                                                                            | 6,301,000  | +528.2% |
| 1983                                                                            | 13,890,000 | +120.4% |
| 1996                                                                            | 15,297,000 | +10.1%  |
| 1997*                                                                           | 28,753,000 | +88.0%  |
| 2000                                                                            | 28,488,200 | −0.9%   |
| 2005                                                                            | 27,980,000 | −1.8%   |
| 2008                                                                            | 28,390,000 | +1.5%   |
| 2012                                                                            | 28,846,170 | +1.6%   |
| 2013                                                                            | 29,700,000 | +3.0%   |
| 2014                                                                            | 29,914,000 | +0.7%   |
| 2015                                                                            | 30,170,000 | +0.9%   |
| *Population size in 1997 was affected by expansion of administrative divisions. |            |         |

## 기후
충칭 시내 지역은 아열대 습윤 기후 지대에 속한다. 분지 지형인 이 곳은 온화한 겨울과 무더운 여름, 그리고 연중 심하게 끼는 안개로 알려져 있다. 연평균 기온은 18°C, 가장 추운 1월 평균기온은 8°C, 가장 더운 8월 평균기온은 29°C이다. 난징·우한과 함께 장강 연안의 "3대 화로(三大火爐)" 중 한 곳으로 알려질 정도로 충칭의 여름은 중국에서 무덥기로 유명하다. 8월 평균 최고기온은 35°C에 달하며, 기록상의 최고 기온 기록은 44°C이다. 여름철은 바람은 약하고 습도가 높아 견디기 힘들 정도로 무덥다. 1월 평균 최저기온은 6°C, 평균 최고기온은 10°C 내외이며, 기록상의 최저 기온 기록은 -3°C이다. 겨울철은 상당히 온화하며 강수량이 적으나 습도가 높고 흐린 날이 많아 해를 보기가 어렵다. 연평균 강수량은 1,000~1,100mm로 아주 많은 것은 아니나, 흐리고 비가 오거나 안개가 끼는 날이 많아 연일조시간은 1,000~1,200시간에 불과하여, 중국에서 연일조시간이 가장 적은 곳에 속한다. 특히 겨울철은 강수량이 적은데도 강수일수는 많고, 일조시간은 적으며, 특히 1월과 12월은 연평균 일조시간이 30시간 미만으로, 하루 평균 일조시간이 1시간이 채 되지 않는다. 봄철과 가을철에도 안개가 자주 끼며, 일조 시간이 적으며 강수일수는 많은 편이다. 여름철은 강수량이 가장 많지만, 강수일수는 봄철보다 오히려 적으며 맑은 날이 가장 많다. 안개가 자주 끼고 바람이 약해 대기 순환이 잘 되지 않는 분지 지형의 특성상, 대기 오염 문제가 매우 심각하며 스모그 현상이 자주 일어나고 있다.
| 충칭시 사핑바구의 기후                                      | 충칭시 사핑바구의 기후 | 충칭시 사핑바구의 기후 | 충칭시 사핑바구의 기후 | 충칭시 사핑바구의 기후 | 충칭시 사핑바구의 기후 | 충칭시 사핑바구의 기후 | 충칭시 사핑바구의 기후 | 충칭시 사핑바구의 기후 | 충칭시 사핑바구의 기후 | 충칭시 사핑바구의 기후 | 충칭시 사핑바구의 기후 | 충칭시 사핑바구의 기후 | 충칭시 사핑바구의 기후 |
| 월                                                          | 1월                    | 2월                    | 3월                    | 4월                    | 5월                    | 6월                    | 7월                    | 8월                    | 9월                    | 10월                   | 11월                   | 12월                   | 연간                   |
| ----------------------------------------------------------- | ---------------------- | ---------------------- | ---------------------- | ---------------------- | ---------------------- | ---------------------- | ---------------------- | ---------------------- | ---------------------- | ---------------------- | ---------------------- | ---------------------- | ---------------------- |
| 역대 최고 기온 °C (°F)                                      | 18.8 (65.8)            | 24.6 (76.3)            | 34.0 (93.2)            | 36.5 (97.7)            | 38.9 (102.0)           | 39.8 (103.6)           | 42.0 (107.6)           | 43.7 (110.7)           | 41.9 (107.4)           | 35.1 (95.2)            | 29.2 (84.6)            | 21.5 (70.7)            | 43.7 (110.7)           |
| 일평균 최고 기온 °C (°F)                                    | 10.4 (50.7)            | 13.6 (56.5)            | 18.6 (65.5)            | 23.9 (75.0)            | 27.4 (81.3)            | 29.8 (85.6)            | 33.7 (92.7)            | 33.9 (93.0)            | 28.5 (83.3)            | 22.0 (71.6)            | 17.3 (63.1)            | 11.7 (53.1)            | 22.6 (72.6)            |
| 일일 평균 기온 °C (°F)                                      | 8.1 (46.6)             | 10.4 (50.7)            | 14.5 (58.1)            | 19.2 (66.6)            | 22.6 (72.7)            | 25.4 (77.7)            | 28.9 (84.0)            | 28.9 (84.0)            | 24.4 (75.9)            | 18.9 (66.0)            | 14.5 (58.1)            | 9.5 (49.1)             | 18.8 (65.8)            |
| 일평균 최저 기온 °C (°F)                                    | 6.4 (43.5)             | 8.3 (46.9)             | 11.7 (53.1)            | 16.0 (60.8)            | 19.4 (66.9)            | 22.4 (72.3)            | 25.4 (77.7)            | 25.3 (77.5)            | 21.5 (70.7)            | 16.8 (62.2)            | 12.5 (54.5)            | 8.0 (46.4)             | 16.1 (61.0)            |
| 역대 최저 기온 °C (°F)                                      | −1.8 (28.8)            | −0.8 (30.6)            | 1.2 (34.2)             | 2.8 (37.0)             | 10.8 (51.4)            | 15.5 (59.9)            | 19.2 (66.6)            | 17.8 (64.0)            | 14.3 (57.7)            | 6.9 (44.4)             | 0.7 (33.3)             | −1.7 (28.9)            | −1.8 (28.8)            |
| 평균 강수량 mm (인치)                                       | 20.7 (0.81)            | 22.4 (0.88)            | 55.6 (2.19)            | 103.4 (4.07)           | 142.5 (5.61)           | 212.1 (8.35)           | 174.2 (6.86)           | 125.7 (4.95)           | 124.7 (4.91)           | 95.3 (3.75)            | 50.4 (1.98)            | 24.7 (0.97)            | 1,151.7 (45.33)        |
| 평균 강수일수 (≥ 0.1 mm)                                    | 10.0                   | 8.9                    | 11.5                   | 13.6                   | 16.0                   | 16.0                   | 11.3                   | 11.5                   | 12.6                   | 15.8                   | 11.3                   | 10.6                   | 149.1                  |
| 평균 강설일수                                               | 0.2                    | 0.1                    | 0                      | 0                      | 0                      | 0                      | 0                      | 0                      | 0                      | 0                      | 0                      | 0.1                    | 0.4                    |
| 평균 상대 습도 (%)                                          | 82                     | 78                     | 75                     | 75                     | 76                     | 79                     | 73                     | 70                     | 77                     | 84                     | 83                     | 84                     | 78                     |
| 평균 월간 일조시간                                          | 16.6                   | 32.9                   | 72.8                   | 105.8                  | 109.7                  | 98.7                   | 169.3                  | 175.2                  | 102.6                  | 46.6                   | 35.0                   | 18.0                   | 983.2                  |
| 가능 일조율                                                 | 5                      | 10                     | 19                     | 27                     | 26                     | 24                     | 40                     | 43                     | 28                     | 13                     | 11                     | 6                      | 21                     |
| 출처: 중국기상국 (평년값: 1991년~2020년, 극값: 1951년~현재) |                        |                        |                        |                        |                        |                        |                        |                        |                        |                        |                        |                        |                        |

## 경제

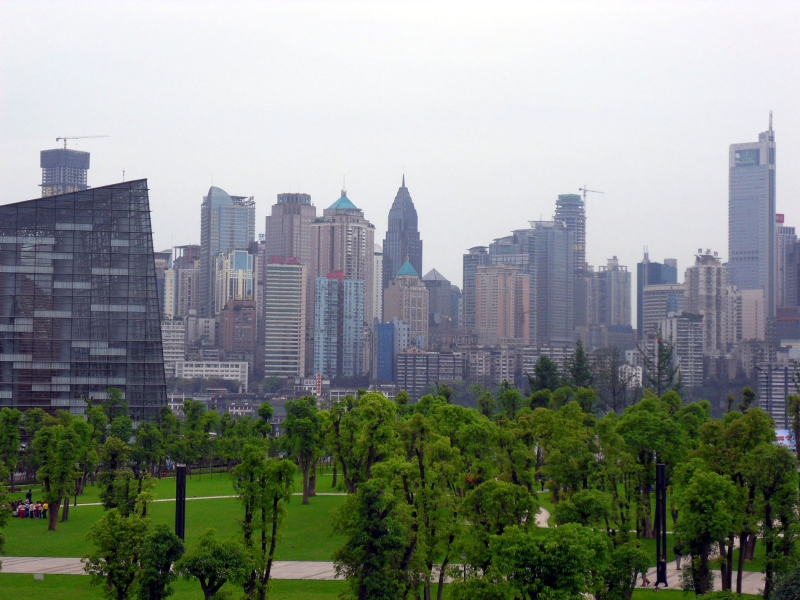
위중의 야경

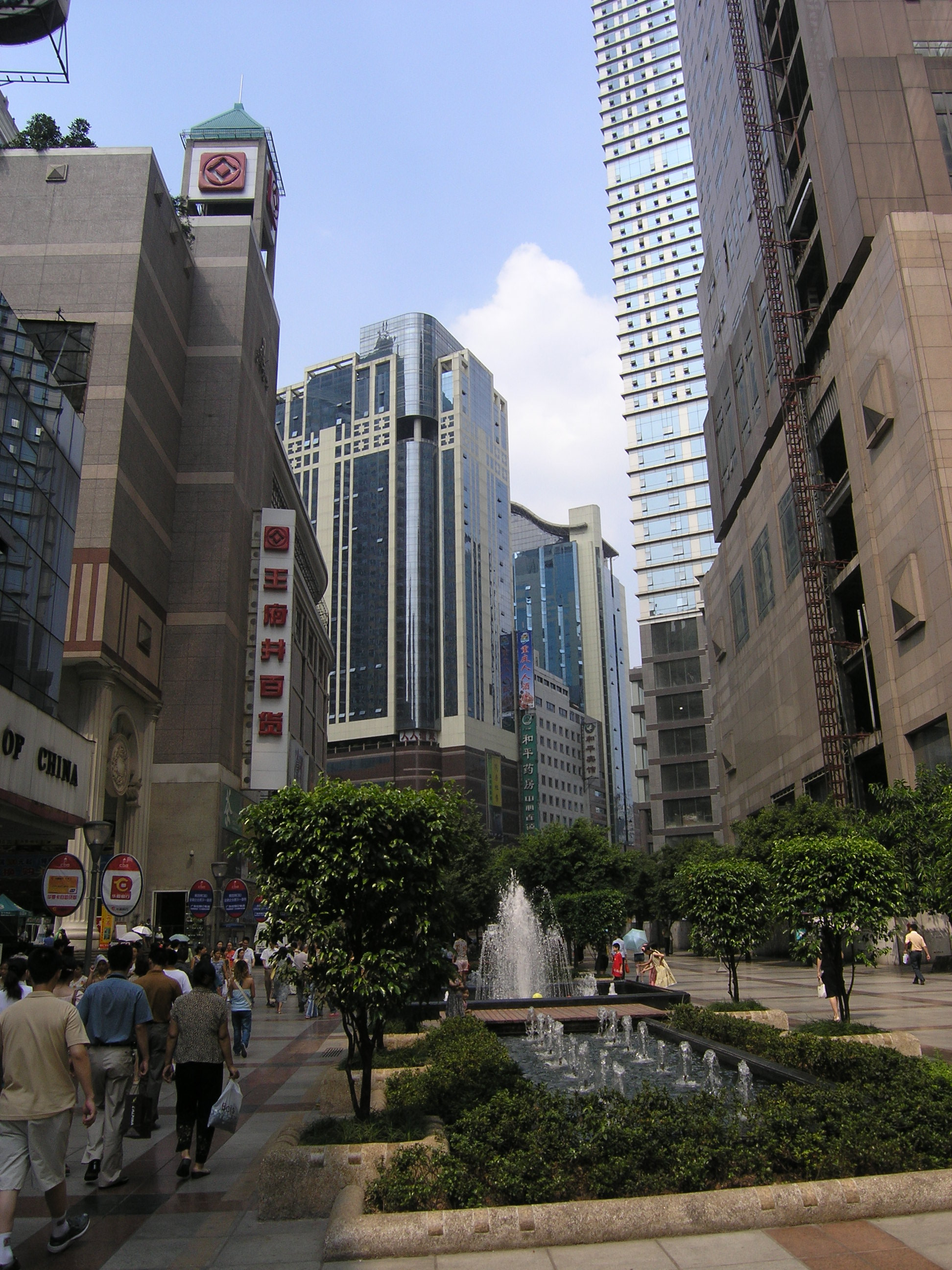
충칭의 상업용 건물

충칭은 1895년에 조인된 청일 강화조약의 내용인 「청나라는 샤시, 충칭, 쑤저우, 항저우를 일본에 개방한다」라는 조항에 의해 대외 개방되고 장강을 통해 의창을 경유하여 동부, 또는 중부의 각지에 수송이 강화되었다. 그 결과 외자나 민족자본이 투입되어 공업의 근대화를 이룰 수 있었다. 한때 중국6대 공업기지의 일익을 담당하였지만, 내륙부로부터 자본이 투입되지 않아서 쇠퇴하게 되었다.
중일 전쟁 중에 수도인 난징 시에서 주요 공장을 이곳으로 피난시켰다. 그리고 충칭도 난징의 뒤를 이어 본격적으로 공업이 발달하기 시작하였다.
중화인민공화국 성립 후 내륙부 공업화 중점 도시가 되어 상하이 시 동북부에서 공장이 이전해 고액의 국가 투자가 1976년까지 투입되어 기계공업, 종합화학공업, 의약품, 전자기기, 전력 설비, 식품 가공, 건축 자재, 유리 공업, 야금 등의 각종 공업이 어우러진 종합 기지가 되어 한때는 「공업은 충칭에서 배워라」는 슬로건이 나왔다.
충칭은 1997년 3월에 상대적으로 빈곤한 서부 지역의 발전을 가속화하기 위한 서부대개발 정책의 일환으로 쓰촨성에서 분리되어 직할시가 되었다. 서부의 중요한 공업 지역으로 충칭은 급속히 도시화되었다.
전통적으로 지리적으로 멀리 떨어져있어서 충칭과 이웃한 쓰촨성은 무기 연구와 개발을 위한 중요한 군사 기지였다. 충칭의 산업은 현재 다양화되었으나 중국 동부와 달리 내륙에 위치해 수출은 적다. 대신에 공장에서 식품 가공, 자동차, 화학, 섬유, 기계, 전자, 일용품과 같은 지역 지향형 소비재가 생산된다.
충칭은 중국에서 세 번째로 큰 자동차 생산 중심지이자 가장 큰 오토바이 생산지이다. 2007년에 충칭은 연간 100만 대의 자동차와 860만대의 오토바이 생산 능력을 갖추고 있었다. 선도적인 자동차와 오토바이 제조업체로 중국에서 네 번째로 큰 자동차 업체인 창안 자동차와 리판이 있다. 충칭은 또한 중국의 9개 철강 중심지의 하나이자 3대 주요 알루미늄 생산지 중 하나이다. 주요 생산업체로 충칭 철강과 아시아에서 가장 큰 알루미늄 생산업체인 남서 알루미늄이 있다. 농업은 중요한 부분으로 남아있다. 쌀과 과일은 이 지역의 주요 생산품이다. 천연 자원이 풍부하고 석탄, 천연 가스와 스트론튬과 망간과 같은 40종 이상의 광물이 매장되어있다.
도시는 또한 투자를 유치하기 위해 도시기반시설에 많이 투자하고 있다. 충칭과 중국의 다른 지역을 연결하는 도로망과 철도망이 확장되고 향상되어 물류 비용이 감소하였다. 게다가 세계에서 가장 큰 싼샤 댐이 완성되면서 충칭에 전력을 공급할 뿐만 아니라 대양을 항해하는 배들이 충칭의 창 강 항구에 정박하는 것이 가능해졌다.
충칭의 2008년 명목 GDP는 5,097억 위안(746억 달러)이었고 연 성장률은 14.3%를 기록했다. 그러나 충칭의 전체적인 경제 성과는 여전히 상하이와 같은 동부 해안도시에 비해 뒤처져 있다. 예를 들어 충칭의 1인당 GDP는 18,025위안(2,639달러)으로 국가 평균 밑이다. 그럼에도 불구하고 충칭은 도시를 지역의 경제, 무역, 금융의 중심지이자 서부대개발을 위한 축으로 만들려는 정부의 막대한 지원을 받고 있다.

## 행정 구역
충칭 시는 26개의 구와 8개의 현, 4개의 자치현으로 이루어져 있다.
| 병음                        | 한자                  | 기원 | 행정지도 |
| --------------------------- | --------------------- | ---- | -------- |
| 구                          |                       |      |          |
| 위중 구                     | 渝中区                | 충칭 |          |
| 다두커우 구                 | 大渡口区              | 충칭 |          |
| 장베이 구                   | 江北区                | 충칭 |          |
| 사핑바 구                   | 沙坪坝区              | 충칭 |          |
| 주룽포 구                   | 九龙坡区              | 충칭 |          |
| 난안 구                     | 南岸区                | 충칭 |          |
| 베이베이 구                 | 北碚区                | 충칭 |          |
| 위베이 구                   | 渝北区                | 충칭 |          |
| 바난 구                     | 巴南区                | 충칭 |          |
| 창서우 구                   | 长寿区                | 충칭 |          |
| 허촨 구                     | 合川区                | 충칭 |          |
| 장진 구                     | 江津区                | 충칭 |          |
| 융촨 구                     | 永川区                | 충칭 |          |
| 치장 구                     | 綦江区                | 충칭 |          |
| 다쭈 구                     | 大足区                | 충칭 |          |
| 푸링 구                     | 涪陵区                | 푸링 |          |
| 난촨 구                     | 南川区                | 푸링 |          |
| 첸장 구                     | 黔江区                | 첸장 |          |
| 완저우 구                   | 万州区                | 완셴 |          |
| 비산 구                     | 璧山区                | 충칭 |          |
| 퉁량 구                     | 铜梁区                | 충칭 |          |
| 퉁난 구                     | 潼南区                | 충칭 |          |
| 룽창 구                     | 荣昌区                | 충칭 |          |
| 카이저우 구                 | 开州区                | 완셴 |          |
| 량핑 구                     | 梁平区                | 완셴 |          |
| 우룽 구                     | 武隆区                | 푸링 |          |
| 현                          | 현                    | 현   | 도심구역 |
| 뎬장 현                     | 垫江县                | 푸링 | 도심구역 |
| 펑두 현                     | 丰都县                | 푸링 | 도심구역 |
| 청커우 현                   | 城口县                | 완셴 | 도심구역 |
| 펑제 현                     | 奉节县                | 완셴 | 도심구역 |
| 우산 현                     | 巫山县                | 완셴 | 도심구역 |
| 우시 현                     | 巫溪县                | 완셴 | 도심구역 |
| 윈양 현                     | 云阳县                | 완셴 | 도심구역 |
| 중 현                       | 忠县                  | 완셴 | 도심구역 |
| 자치현                      |                       |      | 도심구역 |
| 펑수이 먀오족 투자족 자치현 | 彭水苗族 土家族自治县 | 첸장 | 도심구역 |
| 스주 투자족 자치현          | 石柱土家族 自治县     | 첸장 | 도심구역 |
| 슈산 투자족 먀오족 자치현   | 秀山土家族 苗族自治县 | 첸장 | 도심구역 |
| 유양 투자족 자치현          | 酉阳土家族 苗族自治县 | 첸장 | 도심구역 |

## 교통

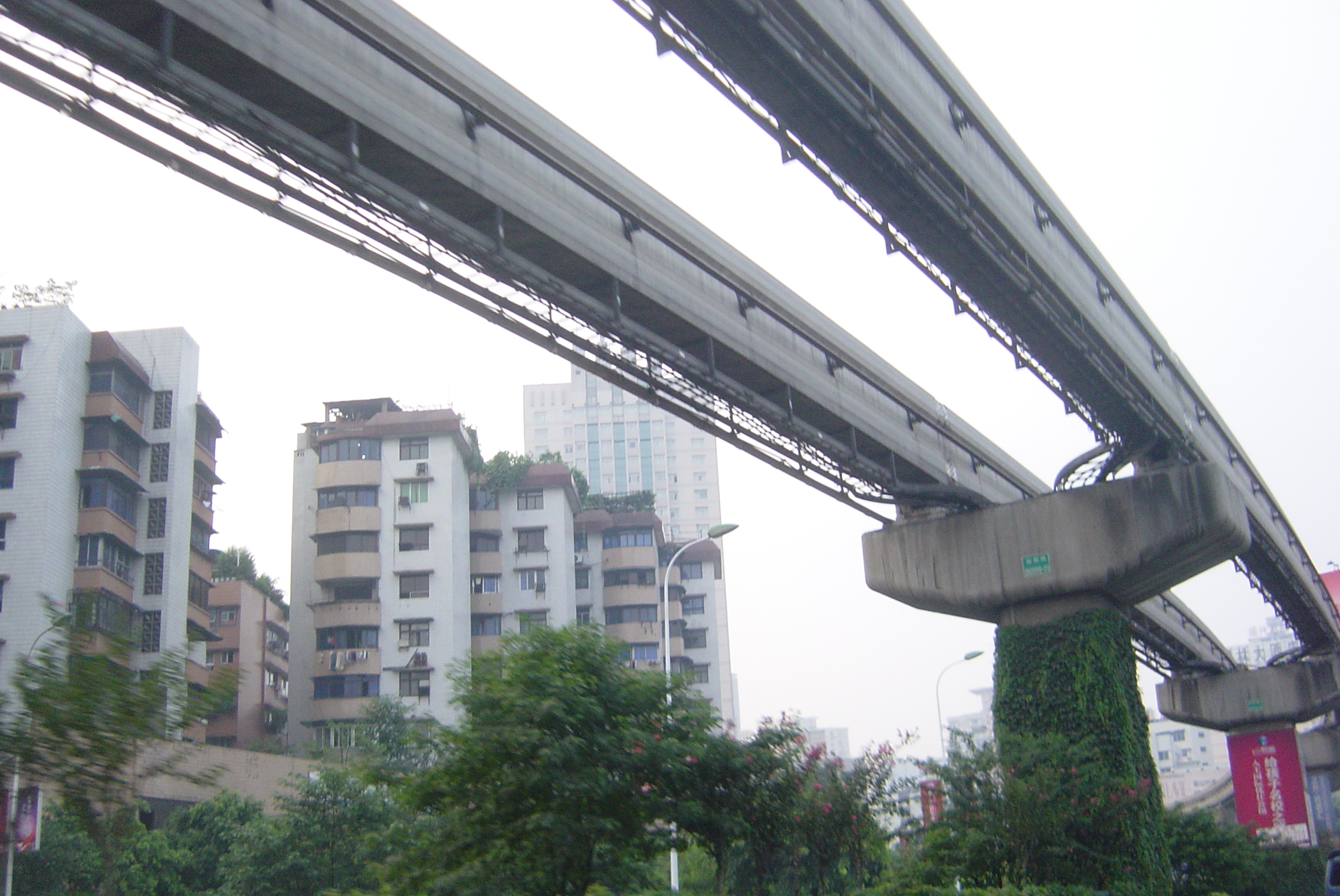
충칭 궤도교통

### 공항
충칭 장베이 국제공항

### 철도
- 충칭역
- 충칭북역
- 충칭남역

### 궤도교통
- 충칭 궤도교통

## 자매 도시
| - 미국 디트로이트 - 미국 시애틀 - 캐나다 토론토 - 캐나다 에드먼턴 - 캐나다 워털루 (온타리오주) - 영국 레스터 - 영국 웨일스 - 프랑스 툴루즈 - 독일 뒤셀도르프 - 노르웨이 쇠르트뢰넬라그주 - 아르헨티나 코르도바주 |  | - 일본 히로시마시 - 일본 미토시 - 대한민국 인천광역시 연수구 - 대한민국 부산광역시 중구 - 태국 치앙마이 주 - 캄보디아 시엠레아프 주 - 이란 시라즈 - 우크라이나 자포리자주 - 오스트레일리아 브리즈번 - 오스트레일리아 퀸즐랜드주 |  | - 러시아 보로네시 - 러시아 상트페테르부르크 - 이집트 아스완주 - 남아프리카 공화국 음푸말랑가주 - 보츠와나 가보로네 - 나이지리아 라고스 - 케냐 몸바사 - 쿠바 피나르델리오주 - 기니비사우 비사우 |